# Tommy Marø
Kjell Tommy Marø (* 19. September 1964 in Qaqortoq) ist ein grönländischer Politiker (Siumut).

## Leben
Tommy Marø war von 1994 bis 1999 Vorsitzender der Kinder- und Jugendvereinigung Sorlak. Er kandidierte bei der Parlamentswahl 1995 als Zweiter Stellvertreter für Jakob Lund. Bei der Kommunalwahl 1997 wurde er erstmals in den Rat der Gemeinde Qaqortoq gewählt. Bei der Parlamentswahl 1999 trat er an und erhielt einen Platz im Inatsisartut. 2001 wurde er zum Bürgermeister der Gemeinde Qaqortoq gewählt. Bei der Parlamentswahl 2002 trat er nicht mehr an. Bei der Kommunalwahl 2005 konnte er seinen Bürgermeistersitz nicht verteidigen, der an Simon Simonsen fiel. Nur wenige Tage später wurde vermeldet, dass Tommy Marø zum Minister für Autonomie, Rohstoffe und Justiz im Kabinett Enoksen III ernannt werden soll, um den zurückgetretenen Jørgen Wæver Johansen zu ersetzen. Noch am selben Tag wurde das Kabinett jedoch stärker umgestaltet und Tommy Marø wurde stattdessen Minister für Familie und Justiz. Die Legislaturperiode endete noch im selben Jahr.
Bei der Parlamentswahl 2005 erreichte er den ersten Nachrückerplatz der Siumut und konnte von dort aus ins Parlament einziehen. Im November 2006 wurde er anstelle von Doris Jakobsen zum Minister für Kultur, Bildung, Forschung und Kirche im Kabinett Enoksen IV ernannt. Im März 2007 überstand er ein Misstrauensvotum, das die Demokraatit gestellt hatten, nachdem Tommy Marø sich von der Polizei hatte nach Hause fahren lassen. Wegen dieser und anderer Verfehlungen erhielt er 2008 den Negativpreis Uuaq des Jahres. Im Mai 2007 wurde das Kabinett Enoksen V gebildet, in dem Tommy Marø seine bisherigen Ressorts behalten konnte. Im Juni 2007 erhielt er zusätzlich das Ressort Familie von Aleqa Hammond. Im November 2008 scheiterte erneut ein Misstrauensvotum der Demokraatit gegen ihn. 2008 trat er nicht mehr bei der Kommunalwahl an.
Bei der Parlamentswahl 2009 konnte er keinen Parlamentssitz mehr erlangen. Danach zog er sich aus der Politik zurück. 2014 scheiterte er ein weiteres Mal bei der Parlamentswahl.